# Новосёловка (Симферопольский район)
Новосёловка (укр. Новоселівка, крымскотат. Novosölovka, Новосёловка) — село в Симферопольском районе
Республики Крым, центр и единственное село Новосёловского сельского поселения (согласно административно-территориальному делению Украины — Новосёловского сельского совета Автономной Республики Крым).

## Население
| 2001  | 2014  | 2015  | 2016  | 2017  | 2018  | 2019  |
| ----- | ----- | ----- | ----- | ----- | ----- | ----- |
| 1507  | ↘1420 | ↗1425 | ↗1440 | ↗1452 | ↗1468 | →1468 |
| 2020  | 2021  |       |       |       |       |       |
| ↘1454 | ↘1421 |       |       |       |       |       |

Всеукраинская перепись 2001 года показала следующее распределение по носителям языка
| Язык             | Процент |
| ---------------- | ------- |
| русский          | 60,05   |
| крымскотатарский | 19,58   |
| украинский       | 16,32   |
| другие           | 0,4     |

### Динамика численности
- 1989 год — 1631 чел.[17]
- 2001 год — 1507 чел.[18]

## Современное состояние
В Новосёловке 11 улиц и «территория Фермер массив», площадь, занимаемая селом, 100 гектаров, на которой в 367 дворах, по данным сельсовета на 2009 год, числилось 1,5 тысячи жителей. В селе действуют муниципальное бюджетное общеобразовательное учреждение
«Новоселовская школа», амбулатория, церковь Благовещения Пресвятой Богородицы.

## География
Село Новосёловка расположено на западе района, в степной зоне Крыма, в 4 км к северу от шоссе 35-К-011 Симферополь — Николаевка по автодороге Н548 Скворцово — Лекарственное (по украинской классификации Т-01-06 и С-0-11355)), высота над уровнем моря — 130 м. Расстояние до Симферополя — около 22 километров, ближайшая железнодорожная станция Симферополь — примерно в 25 километрах. Соседние сёла: Колодезное — 3 км севернее и Лекарственное в 4,5 километрах к югу.

## История
Село, судя по доступным источникам, основано в 1950-е годы — на 15 июня 1960 года село числилось в составе Водновского сельсовета.
В 1960-е годы был специально построен посёлок для переселенцев из Винницкой, Полтавской, Сумской и других областей Украины. Указом Президиума Верховного Совета УССР «Об укрупнении сельских районов Крымской области», от 30 декабря 1962 года село присоединили к Бахчисарайскому району, а 1 января 1965 года, указом Президиума ВС УССР «О внесении изменений в административное районирование УССР — по Крымской области», включили в состав Симферопольского. В период с 1 января по 1 июня 1977 года центр сельсовета был перенесён в село Пожарское и село числилось в Пожарском сельсовете. В 1980 году был образован Новосёловский сельсовет. По данным переписи 1989 года в селе проживало 1631 человек. С 12 февраля 1991 года село в восстановленной Крымской АССР, 26 февраля 1992 года переименованной в Автономную Республику Крым. С 21 марта 2014 года в составе Крыма аннексирована Россией.